# Finala Campionatului Mondial de Fotbal 1958
Finala Campionatului Mondial de Fotbal 1958 a fost meciul decisiv de la Campionatul Mondial de Fotbal din 1958. Meciul a avut loc pe Stadionul Råsunda, Solna, Suedia pe 29 iunie 1958. Brazilia a câștigat Cupa Mondială învingând Suedia și astfel a câștigat trofeul pentru prima dată.
Suedia a preluat conducerea după numai patru minute cu o finalizare excelentă a căpitanului Liedholm. Nu au stat mult timp în avantaj deoarece 5 minute mai târziu Vavá a egalat. La 32 minute, Vavá a marcat un gol asemănător cu primul astfel Brazilia fiind în avantaj la pauză cu un gol. Zece minute în a doua repriză, Brazilia sa detașat la două goluri diferență, Pelé marcând un gol genial. La mijlocul celei de a doua reprize Brazilia a mai marcat un gol scorul devenind 4-1, golul fiind marcat de Mário Zagallo. Simonsson a diminuat avantajul Braziliei  cu un gol când mai erau 10 minute din meci, dar din păcate era prea târziu. Pelé a sigilat victoria marcând pentru 5-2 cu capul în prelungiri.

## Detaliile meciului
| Brazilia                               | 5 – 2   | Suedia                    |
| -------------------------------------- | ------- | ------------------------- |
| Vavá 9', 32' Pelé 55', 90' Zagallo 68' | Cronica | Liedholm 4' Simonsson 80' |

| Brazilia | Suedia |

| BRAZILIA:     |    |                       |
|               |    |                       |
| P             | 3  | Gilmar                |
| F             | 2  | Hideraldo Bellini (c) |
| F             | 4  | Djalma Santos         |
| F             | 12 | Nilton Santos         |
| F             | 15 | Orlando               |
| M             | 6  | Didi                  |
| M             | 7  | Mário Zagallo         |
| M             | 11 | Garrincha             |
| M             | 19 | Zito                  |
| A             | 10 | Pelé                  |
| A             | 20 | Vavá                  |
| Antrenor:     |    |                       |
| Vicente Feola |    |                       |

| SUEDIA:       |    |                   |
|               |    |                   |
| P             | 1  | Kalle Svensson    |
| F             | 2  | Orvar Bergmark    |
| F             | 3  | Sven Axbom        |
| M             | 4  | Nils Liedholm (c) |
| M             | 6  | Sigvard Parling   |
| M             | 14 | Bengt Gustavsson  |
| M             | 15 | Reino Börjesson   |
| A             | 7  | Kurt Hamrin       |
| A             | 8  | Gunnar Gren       |
| A             | 9  | Agne Simonsson    |
| A             | 11 | Lennart Skoglund  |
| Managers:     |    |                   |
| George Raynor |    |                   |

| OFICIALI - Tușieri: - Albert Dusch (Germania) - Juan Gardeazabal (Spania) | REGULILE MECIULUI - 90 minute - 30 minute de Prelungiri dacă este necesar - Rejucare dacă este necesar - Nu sunt permise schimbările |